# Har Ejtan
Har Ejtan (hebrejsky: הר איתן) je hora o nadmořské výšce 788 metrů v centrálním Izraeli, v pohoří Judské hory.
Nachází se cca 11 kilometrů západně od centra Jeruzaléma, cca 4 kilometry jižně od města Abu Goš a cca 2 kilometry severozápadně od vesnice Even Sapir. Má podobu zalesněného masivu, který na jižní straně prudce spadá do údolí potoka Sorek, kterým prochází lokální silnice číslo 386. Do Soreku podél severní a západní strany hory stéká boční vádí Nachal Cuba. Na protější straně vádí se zvedá sousední vrch Har Tajasim. Hora Har Ejtan je turisticky využívána. Je součástí lesního komplexu vysázeného na počest obětí válek a teroristických útoků. Během války v Zálivu v roce 1991 sem byla umístěna baterie střel Patriot. Základy tohoto palebného postavení jsou zde dochovány.